# Hodge's Cove
Hodge's Cove est un village canadien situé sur l'île de Terre-Neuve dans la province de Terre-Neuve-et-Labrador. Il est accessible par la route 204.

## Annexe